# ۱۸۹۹ (مجموعه تلویزیونی)
۱۸۹۹ مجموعه تلویزیونی چندزبانهٔ آلمانی در ژانر درام تاریخی-حماسی و ترسناکِ معمایی است که توسط یانتیه فریزه و باران بو اودار ساخته شده‌است. این سریال در ۱۷ نوامبر ۲۰۲۲ در نتفلیکس نمایش داده شد. نقدهای منتقدان به این مجموعه عموماً مثبت بود و در زمینهٔ بازیگری، کارگردانی و فیلم‌برداری مورد تحسین قرار گرفت. سازندگان آن ایده‌هایی برای ساخت دو فصل دیگر داشتند، اما مجموعه در ژانویهٔ ۲۰۲۳ لغو شد.

## خلاصه داستان
داستان سریال در سال ۱۸۹۹، درست در آغاز قرن جدید، به دنبال گروهی از مهاجران اروپایی است که از لندن با یک کشتی بخار به نام کربروس سفر می‌کنند تا زندگی جدیدی را در شهر نیویورک آغاز کنند. در حالی که مسافران کشتی در خوش‌بینی کاملی نسبت به آینده به سر می‌برند، ناگهان با یک کشتی مهاجر دیگری که در دریای آزاد سرگردان است، روبرو می‌شوند. حالا سفر ساده آنها به سرزمین موعود به کابوسی وحشتناک تبدیل می‌شود.

## بازیگران و شخصیت‌ها

### اصلی
- امیلی بیچام در نقش مائورا فرانکلین/سینگلتون، متخصص مغز و اعصاب و یکی از اولین پزشکان زن در پادشاهی متحد که به تنهایی به آمریکا سفر می‌کند.
- آنورین برنارد در نقش دنیل سولاس، مردی مرموز که سوار بر کربروس می‌شود
- آندریاس پیچمن در نقش ایک لارسن، ناخدای کشتی که در شرایط آب و هوایی شکست خورده‌است
- میگل برناردو در نقش آنجل، یک اسپانیایی ثروتمند در حال سفر با رامیرو
- خوزه پیمنتائو در نقش رامیرو، یک کشیش قلابی که با آنجل سفر می‌کند
- ایزابلا وی در نقش لینگ یی، یک زن جوان مرموز از چین، همراه با یوک جی
- گابی وانگ در نقش یوک جی، زنی میانسال از چین که با لینگ یی سفر می‌کند
- یان گائل در نقش ژروم، یک مسافر قاچاقی فرانسوی
- ماتیلد اولیویر در نقش کلمانس، زن جوانی از نخبگان پاریس، همراه با همسر جدیدش لوسین
- جوناس بلوکت در نقش لوسین، مردی از طبقه مرفه پاریس که به تازگی با همسرش کلمنس ازدواج کرده‌است.
- روزالی کریگ در نقش ویرجینیا ویلسون، یک زن ثروتمند بریتانیایی
- ماچئی موسیاو در نقش اولک، یک متصدی سوخت لهستانی که به لینگ یی تمایل پیدا کرده‌است
- کلارا روزاگر در نقش توو، یک زن باردار جوان دانمارکی که با پدر و مادر و برادرش به نیویورک سفر می‌کند
- لوکاس لینگگارد تونسن در نقش کرستر، مرد جوان دانمارکی با زخمی مرموز روی صورتش
- ماریا ارولتر در نقش ایبن، یک دانمارکی مذهبی که با همسرش آنکر، پسرش کرستر و دخترش توو سفر می‌کند.
- الکساندر ویلوم در نقش آنکر، مرد مذهبی دانمارکی که با همسرش ایبن، پسرش کرستر و دخترش توو به نیویورک می‌رود.
- تینو میوز در نقش سباستین، همسر اول کربروس
- ایزاک دنتلر در نقش فرانتس، دست راست کاپیتان
- فلین ادواردز در نقش الیوت با نام مستعار «پسر»، پسر جوان مرموزی که در شرایط غیرعادی پیدا می‌شود و صحبت نمی‌کند و در کشتی کربروس مسئول خدمات دهی به مائورا می‌شود.
- آنتون لسر در نقش هنری سینگلتون، سرمایه‌گذار بریتانیایی و پدر مائورا

### سایر بازیگران
- ویدا سیورسلف در نقش آدا، خواهر توو و کرستر
- الکساندر اوون در نقش لاندون
- بن اشندن در نقش دارل
- ریچارد هپ در نقش دکتر رجینالد موری
- جاشوا ژاکو سیلنبیندر در نقش یوجن
- نیکلاس ماینشاین در نقش ویلهلم، خدمه کشتی کربروس
- جوناس آلفری بیرکیسون در نقش اینار
- هایدی توینی در نقش بنته

### بازیگران مهمان
- کلوئی هاینریش در نقش نینا لارسن
- الکساندرا گوچلیچ در نقش سارا لارسن
- کاجا چان در نقش می می
- مارتین گریس در نقش ویلادز

## قسمت‌ها
| شم. | عنوان      | کارگردان       | نویسنده                                  | تاریخ پخش اصلی |
| --- | ---------- | -------------- | ---------------------------------------- | -------------- |
| ۱   | «کَشتی»     | باران بو اودار | یانتیه فریزه                             | ۱۷ نوامبر ۲۰۲۲ |
| ۲   | «پسر»      | باران بو اودار | یانتیه فریزه و داریو مادرونا لوپز گالیگو | ۱۷ نوامبر ۲۰۲۲ |
| ۳   | «مه»       | باران بو اودار | یانتیه فریزه و اما کو                    | ۱۷ نوامبر ۲۰۲۲ |
| ۴   | «نبرد»     | باران بو اودار | یانتیه فریزه و جروم بوکان نلسون          | ۱۷ نوامبر ۲۰۲۲ |
| ۵   | «فراخوانی» | باران بو اودار | یانتیه فریزه و جولیانا لیما دهنه         | ۱۷ نوامبر ۲۰۲۲ |
| ۶   | «هرم»      | باران بو اودار | یانتیه فریزه و امیل نیگارد آلبرتسن       | ۱۷ نوامبر ۲۰۲۲ |
| ۷   | «طوفان»    | باران بو اودار | یانتیه فریزه                             | ۱۷ نوامبر ۲۰۲۲ |
| ۸   | «کلید»     | باران بو اودار | یانتیه فریزه                             | ۱۷ نوامبر ۲۰۲۲ |

## توسعه

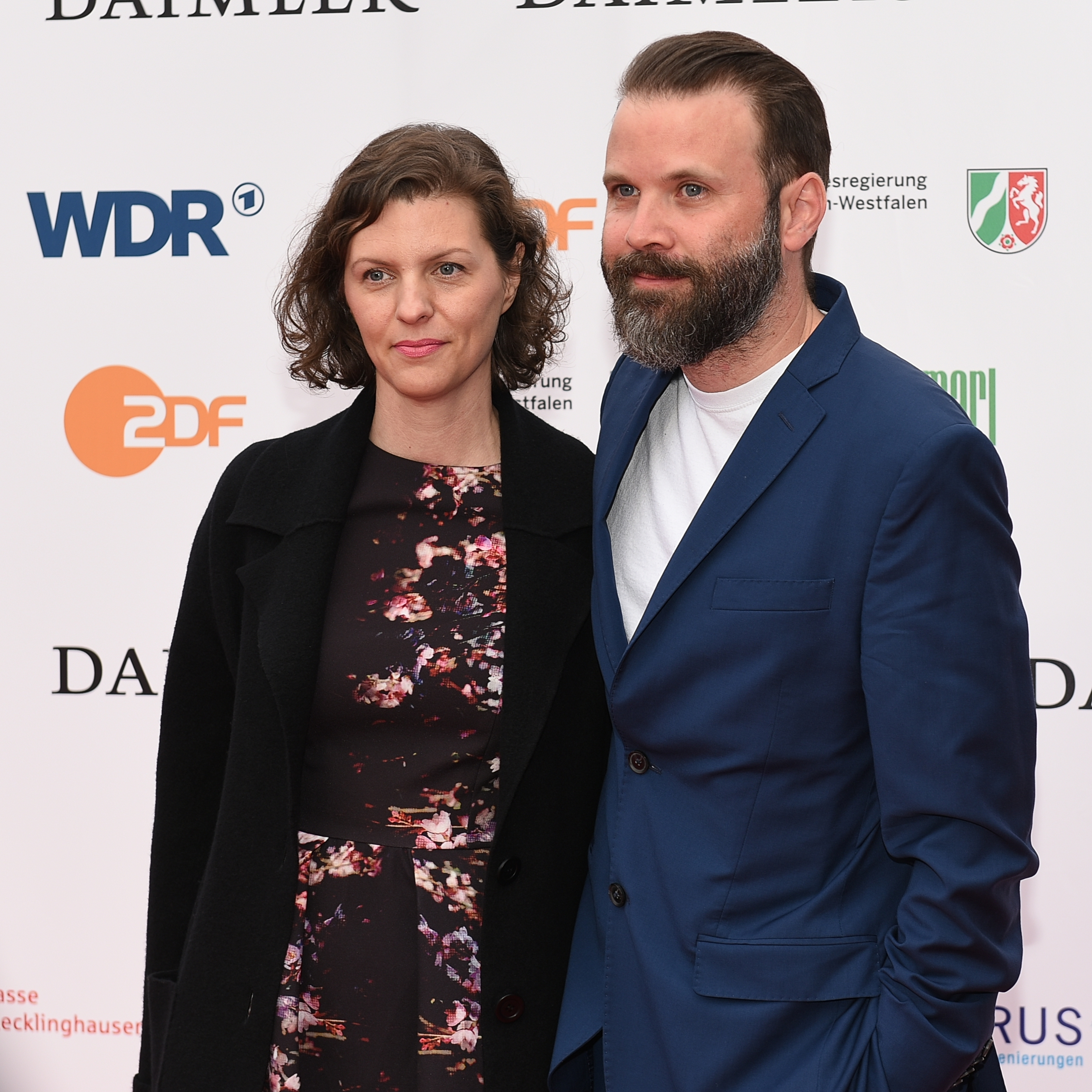
خالقان سریال یانتیه فریزه و باران بو اودار

در ۱۳ نوامبر ۲۰۱۸، اعلام شد که خالقان سریال تاریک یعنی یانتیه فریزه و باران بو اودار در حال توسعه سریال جدیدی برای نتفلیکس تحت قرارداد کلی خود در این رسانه جاری هستند. دو هفته بعد طی یک کنفرانس مطبوعاتی در نتفلیکس که برنامه‌های اصلی خود در اروپا را به نمایش می‌گذاشت، پخش این سریال تأیید شد.
مانند دارک، جانجه فریز به عنوان نویسنده اصلی سریال ۱۸۹۹ وارد عمل شد. تیم نویسندگی، نویسندگانی از ملیت‌های مختلف از جمله اما کو از هنگ کنگ و بریتانیا، کولین آبرت از فرانسه، جروم بوکان-نلسون از بریتانیا، جولیانا لیما دهنه از برزیل و ایالات متحده، جاشوا لانگ از ایالات متحده و داریو مادرونا از اسپانیا و امیل نیگارد آلبرتسن از دانمارک بودند. به گفته کارگردان باران بو اودار، تمام فیلمنامه‌ها ابتدا به زبان انگلیسی نوشته شده‌اند، سپس بخش‌های غیرانگلیسی توسط نویسندگان یا مترجمان ترجمه شده‌اند. فریزه و بو اودار ایده‌هایی برای دو فصل دیگر با پیچیدگی بیشتر نسبت به فصل ۱ دارند.

### بودجه
بودجه این سریال حداقل ۶۰ میلیون یورو بود که ۲ میلیون یورو از مدین برد برلین-براندنبورگ، ۱۰ میلیون یورو از صندوق فیلم آلمان، و ۴۸ میلیون یورو نیز توسط نتفلیکس در این پروژه سرمایه‌گذاری شد. بدین ترتیب، ۱۸۹۹ را می‌توان گران‌ترین سریال تلویزیونی آلمان در تمام دوران به حساب آورد.

## انتشار
دو قسمت ۱۸۹۹ برای اولین بار در چهل و هفتمین جشنواره بین‌المللی فیلم تورنتو در ۱۲ سپتامبر ۲۰۲۲ به نمایش درآمد و سپس نتفلیکس در ۱۷ نوامبر ۲۰۲۲ فصل اول آن را به‌طور کامل منتشر کرد. یک مستند همراه با این سریال تحت عنوان «Making 1899» در ۱۷ نوامبر ۲۰۲۲ نیز منتشر شد.
نتفلیکس چند روز پس از پخش ۱۸۹۹ اعلام کرد که این مجموعه در ۵۸ کشور پربیننده‌ترین محصول در میان همهٔ عرضه‌های پیشنهادی در دسترس آن زمان نتفلیکس بوده‌است.

## بازخورد
در وبسایت بازبینی‌خوانی راتن تومیتوز، ۸۰٪ از ۲۵ بررسی منتقدین مثبت است و ۱۸۹۹ میانگینِ امتیاز ۶٫۸۰/۱۰ را در اختیار دارد. اجماع منتقدان این وبگاه می‌نویسد: «۱۸۹۹ مسافران چندفرهنگی خود را از میان معمایی اتمسفریک هدایت می‌کند و سفری پر از تعلیق را ارائه می‌دهد، حتی اگر هرگز به مقصدی رضایت‌بخش نرسد.» این مجموعه در متاکریتیک، که از میانگین وزنی استفاده می‌کند، بر اساس نظر ۱۲ منتقد امتیاز ۶۶ از ۱۰۰ را کسب کرده که نشان‌گر «نقدهای عموماً مطلوب» است.